# جک کاتلی
جک کاتلی (انگلیسی: Jack Catley؛ زادهٔ ۱۶ مارس ۱۹۴۵) بازیکن فوتبال اهل بریتانیا است.
از باشگاه‌هایی که در آن بازی کرده‌است می‌توان به باشگاه فوتبال گریمزبی تاون اشاره کرد.